# Freitagsopfer

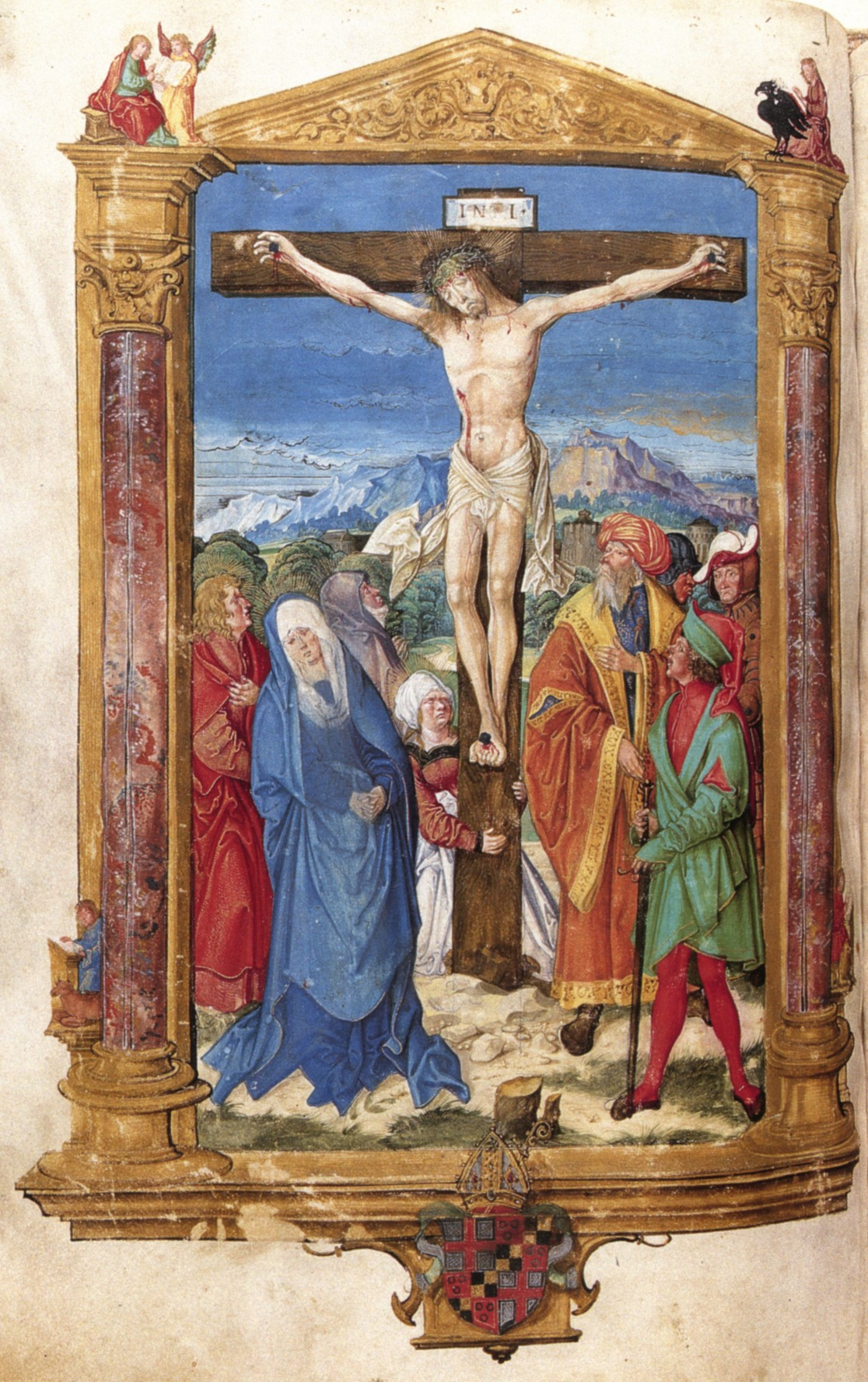
Kreuzigung Christi. Missale des Konstanzer Bischofs Hugo von Hohenlandenberg

Mit Freitagsopfer wird in der römisch-katholischen Kirche jedwede Form bezeichnet, durch eine besondere Lebensgestaltung an diesem Wochentag der Leiden und des Todes Jesu Christi zu gedenken und damit ein Opfer zu bringen.
Das katholische Kirchenrecht bestimmt in den Canones 1250–1253 des CIC, dass alle Freitage, die nicht auf ein Hochfest fallen, für die Gläubigen als Bußtage gelten. Dies bedeutet allgemein die Abstinenz von Fleischspeisen, wobei es den einzelnen Bischofskonferenzen überlassen bleibt, ergänzende oder abweichende Regelungen festzulegen.

Für Deutschland hat die Bischofskonferenz mit Wirkung von 1996 bestimmt: 

„Das Freitagsopfer kann verschiedene Formen annehmen: Verzicht auf Fleischspeisen, der nach wie vor sinnvoll und angemessen ist, spürbare Einschränkung im Konsum, besonders bei Genussmitteln, Dienste und Hilfeleistungen für den Nächsten. Das durch das Freitagsopfer Ersparte sollte mit Menschen in Not geteilt werden. Auch eine andere spürbare Einschränkung im Konsumverhalten ist denkbar. Das Zeugnis gemeinsamen Freitagsopfers hat zudem seinen besonderen Wert. Kirchliche Häuser, Ordensgemeinschaften und geistliche Vereinigungen können hier ein Beispiel geben. Dem Sinn des Freitagsopfers entsprechen auch: Gebet und andere Frömmigkeitsübungen, eine wirkliche Einschränkung und der Dienst am Nächsten.“

 

Die österreichische Bischofskonferenz bestimmt: 

„Die Art des Opfers ist in die freie Entscheidung des einzelnen Christen gestellt. Es kann ein Werk der Nächstenliebe oder ein Verzicht sein. Neben der bisher geübten Enthaltung von Fleischspeisen können und sollen die einzelnen Gläubigen, aber auch christliche Familien und Gruppen neue Formen des persönlichen ,Freitagsopfers‘ suchen und üben: z. B. konkrete Not ausfindig machen und sie beheben helfen; sich einschränken im Genuss von Tabak und Alkohol; das Wirken der Caritas unterstützen, etwa durch den ,Freitagsschilling‘; sich für andere Menschen Zeit nehmen und dergleichen mehr.“